# عبد الرزاق الحسين
عبد الرزاق الحسين (مواليد 15 سبتمبر 1986 في حلب، سوريا) هو لاعب كرة قدم سوري . يجيد اللعب في خط الوسط. يلعب عبد الرزاق الحسين أيضا مع منتخب سوريا لكرة القدم منذ عام 2006.

## وصلات خارجية
- عبد الرزاق الحسين على موقع الاتحاد الدولي (مؤرشف)  (الإنجليزية)
- عبد الرزاق الحسين على موقع ناشيونال فوتبول تيمز (الإنجليزية)
- عبد الرزاق الحسين على موقع Soccerway.com (الإنجليزية)
- عبد الرزاق الحسين على موقع عالم كرة القدم.نت (الإنجليزية)

- Player profile at worldfootball.net
- Player profile at transfermarkt.de